# Persoonia filiformis
Persoonia filiformis är en tvåhjärtbladig växtart som beskrevs av Peter Henry Weston. Persoonia filiformis ingår i släktet Persoonia och familjen Proteaceae. Inga underarter finns listade i Catalogue of Life.